# 拟绒盖牛肝菌属
拟绒盖牛肝菌属（学名：Pseudoxerocomus），是牛肝菌科下的一个属。

## 下属物种
- 拟绒盖牛肝菌 Pseudoxerocomus griseolus Yan C. Li & Zhu L. Yang